# 第六代波特兰公爵威廉·卡文迪许-本廷克
威廉·卡文迪许-本廷克，第六代波特兰公爵，KG，GCVO，TD，PC，DL（英語：William John Arthur Charles James Cavendish-Bentinck, 6th Duke of Portland，1857年12月28日—1943年4月26日），1879年前称威廉·卡文迪许-本廷克（英語：William Cavendish-Bentinck），英国地主、朝臣和保守党政治家。1886年－1892年和1895年－1905年之间担任骑兵统领（Master of the Horse）。
威廉·卡文迪许-本廷克是亚瑟·卡文迪许-本廷克中将之子，母亲在生下他几天后就去世了。他就读于伊顿公学1879年继承堂兄第五代波特蘭公爵約翰·本廷克的波特兰公爵爵位。1893年继承继母为第二代博尔索弗男爵。他的同父异母妹妹奥特琳·莫雷尔是一个社会名媛和艺术赞助人，与布卢姆茨伯里派有关。
波特兰公爵死于1943年4月，年85岁，他的长子威廉继承公爵。波特兰公爵夫人于1954年7月去世，享年90岁。

## 家庭

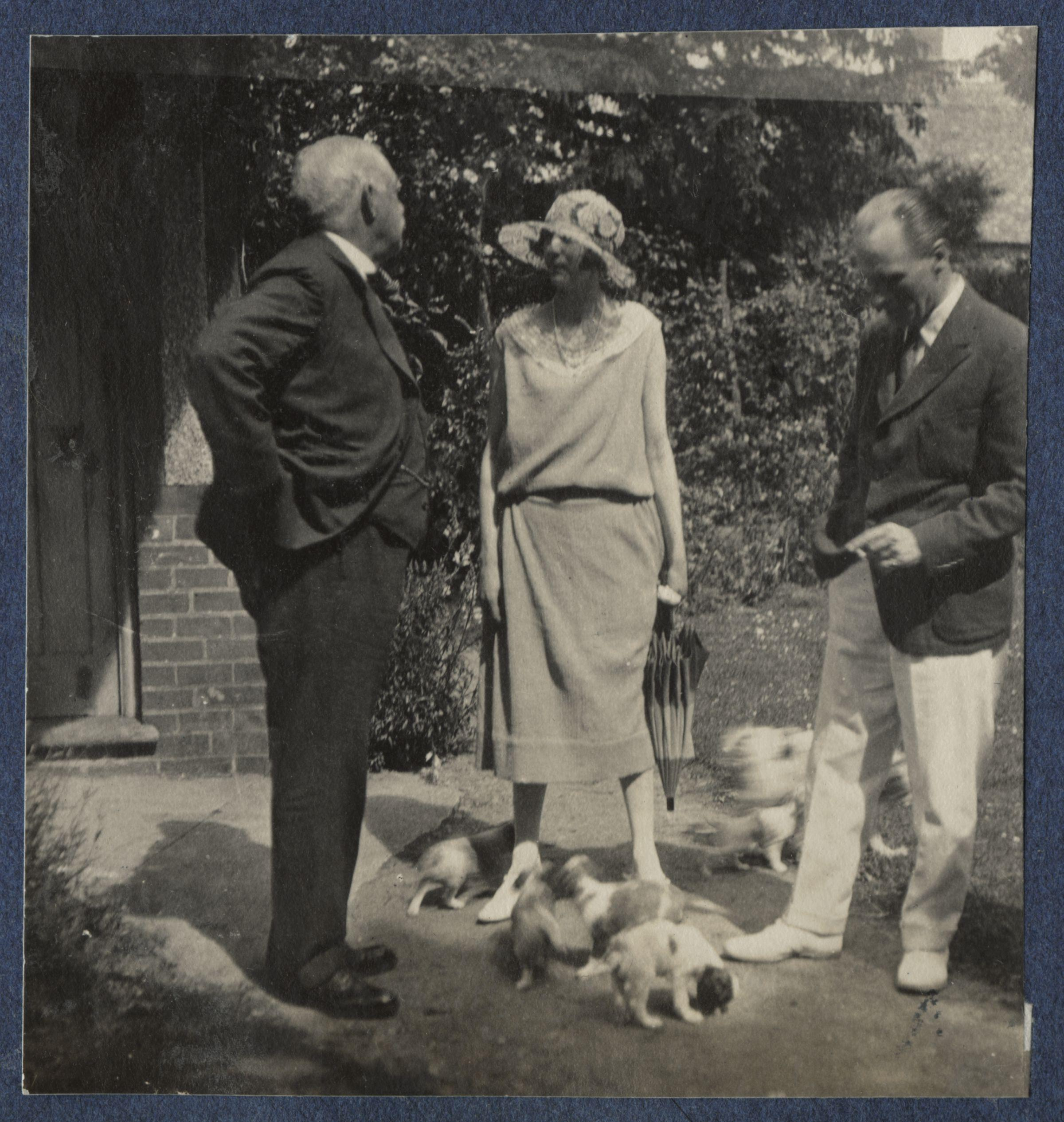
波特兰公爵与罗莎蒙德·玫瑰和一个未知的人

波特兰公爵与威妮芙蕾·達拉斯-約克在1889年6月11日结婚，有三个孩子：
- 维多利亚（Lady Victoria Alexandrina Violet Cavendish-Bentinck）（1890年—1994年），嫁给Captain Michael Erskine-Wemyss。她是维多利亚女王幸存长子的教女。[2]
- 威廉（英语：William Cavendish-Bentinck, 7th Duke of Portland）（1893年—1977年），第七代波特蘭公爵
- 莫尔文（Lord (Francis) Morven Dallas Cavendish-Bentinck）（1900年—1950年），未婚。